# Ханжарово
Ханжа́рово (рос. Ханжарово, башк. Хәнйәр) — присілок у складі Альшеєвського району Башкортостану, Росія. Входить до складу Аксьоновської сільської ради.
Населення — 226 осіб (2010; 253 в 2002).
Національний склад:
- татари — 78 %